# Melaine Walker
Melaine Walker, jamajška atletinja, 1. januar 1983, Kingston, Jamajka.
Nastopila je na poletnih olimpijskih igrah v letih 2008 in 2012, leta 2008 je dosegla največji uspeh v karieri z osvojitvijo naslova olimpijske prvakinje v teku na 400 m z ovirami. Na svetovnih prvenstvih je osvojila zlato in srebrno medaljo v isti disciplini.